# Paragona
Paragona là một chi bướm đêm thuộc họ Erebidae.